# Paul Mitchell
Paul Mitchell III (Boston, 14 de noviembre de 1956-Municipio de Dryden, 15 de agosto de 2021) fue un empresario y político estadounidense del estado de Míchigan que sirvió como miembro de la Cámara de Representantes por el 10.º distrito congresional de Míchigan de 2017 a 2021. 

## Biografía
Fue elegido por primera vez en 2016. En julio de 2019, Mitchell anunció que no se postularía para la reelección en 2020. Mientras estaba en servicio, fue miembro del Partido Republicano hasta que dejó el partido en diciembre de 2020, cuando anunció que quería convertirse en un independiente.
En junio de 2021, Mitchell anunció que le habían diagnosticado cáncer renal en etapa 4 y se sometió a una cirugía para extirpar una masa y un coágulo de sangre cerca de su corazón. Murió el 15 de agosto de 2021.